# Primož
Primož ist die slowenische Form des Namens Primus. Somit bedeutet er ursprünglich der Erste (z. B. Erstgeborene) und bezieht sich zumeist auf den Märtyrer Primus aus dem 3.–4. Jh.

## Namensträger
- Primož Brezec (* 1979), slowenischer Basketballspieler
- Primož Čučnik (* 1971), slowenischer Dichter, Schriftsteller, Herausgeber und Übersetzer
- Primož Gliha (* 1967), jugoslawischer/slowenischer Fußballspieler
- Primož Kopač (* 1970), slowenischer Skispringer
- Primož Kozmus (* 1979), slowenischer Hammerwerfer
- Primož Peterka (* 1979), slowenischer Skispringer und Skisprungtrainer
- Primož Pikl (* 1982), slowenischer Skispringer
- Primož Prošt (* 1983), slowenischer Handballspieler
- Primož Roglič (* 1989), slowenischer Skispringer und Radrennfahrer
- Primož Trubar (1508–1586), slowenischer Prediger und Begründer des slowenischen Schrifttums
- Primož Ulaga (* 1962), jugoslawischer Skispringer und slowenischer Skisprungfunktionär
- Primož Urh-Zupan (* 1983), slowenischer Skispringer

## Belege
1. ↑  Primož. In: revija.ognjisce.si. Abgerufen am 5. Oktober 2020.